# Phare d'Holyhead Mail
Le phare d'Holyhead Mail (en gallois : Caergybi Salt Island) est un ancien phare situé sur la jetée de Salt Island dans le port d'Holyhead au nord-ouest d'Anglesey, au Pays de Galles.
Ce phare était géré par le Trinity House Lighthouse Service à Londres, l'organisation de l'aide maritime des côtes du Pays de Galles.

## Histoire
Il est probablement le deuxième phare le plus ancien du pays de Galles, après le phare de Point of Ayr et il est le dernier des trois phares situés sur la côte ouest de l'île. Il a été construit par l'ingénieur britannique John Rennie en 1821.
Il est semblable au Phare de Howth, en Irlande, également conçu par John Rennie. Ce phare est d'importance nationale comme l'une des œuvres survivantes de John Rennie. Il fut l'un des ingénieurs les plus éminents de la première révolution industrielle du monde. Il a aussi une importance particulière, dans le contexte gallois, car il marque le début de l'usage de la lanterne de phare, qui était à l'origine alimenté au gaz. Avant sa conversion à l'électricité, une usine de gaz était située sur l'île pour alimenter le phare, les quais et aussi une partie de Holyhead.
La tour est restée intacte, avec sa courbure élégante des garde-corps de la galerie, semblable à ceux au phare de Bardsey. Il n'est plus utilisé, mais il reste un point remarquable pour la navigation maritime

### Lien connexe
- Liste des phares du Pays de Galles